# Театральний квартал (Мангеттен)
Театральний квартал (англ. Theater District) також Театральний район офіційно зонують як «Театральний підрайон» — квартал та нейборгуд у центрі Мангеттена, Нью-Йорк, де розташовані більшість бродвейських театрів, а також інші театри, кінотеатри, ресторани, готелі та інші розважальні заклади. Він обмежений 40-ю Вест-стріт на півдні, 54-ю Вест-стріт на півночі, Шостою авеню на сході та Восьмою авеню на заході, а також Таймс-Сквер. Велика біла дорога — це назва частини Бродвею, яка проходить через Театральний квартал.